# Pavel Kharin
Pavel Kharin (n. 12 noiembrie 1927, Leningrad, RSFS Rusă, URSS – d. 6 martie 2023) a fost un caiacist ce a reprezentat Uniunea Republicilor Sovietice Socialiste, medaliat olimpic. A participat la 2 ediții ale Jocurilor Olimpice (1952, 1956) în care a câștigat o medalie de aur și o medalie de argint.